# Scorpions/Auszeichnungen für Musikverkäufe

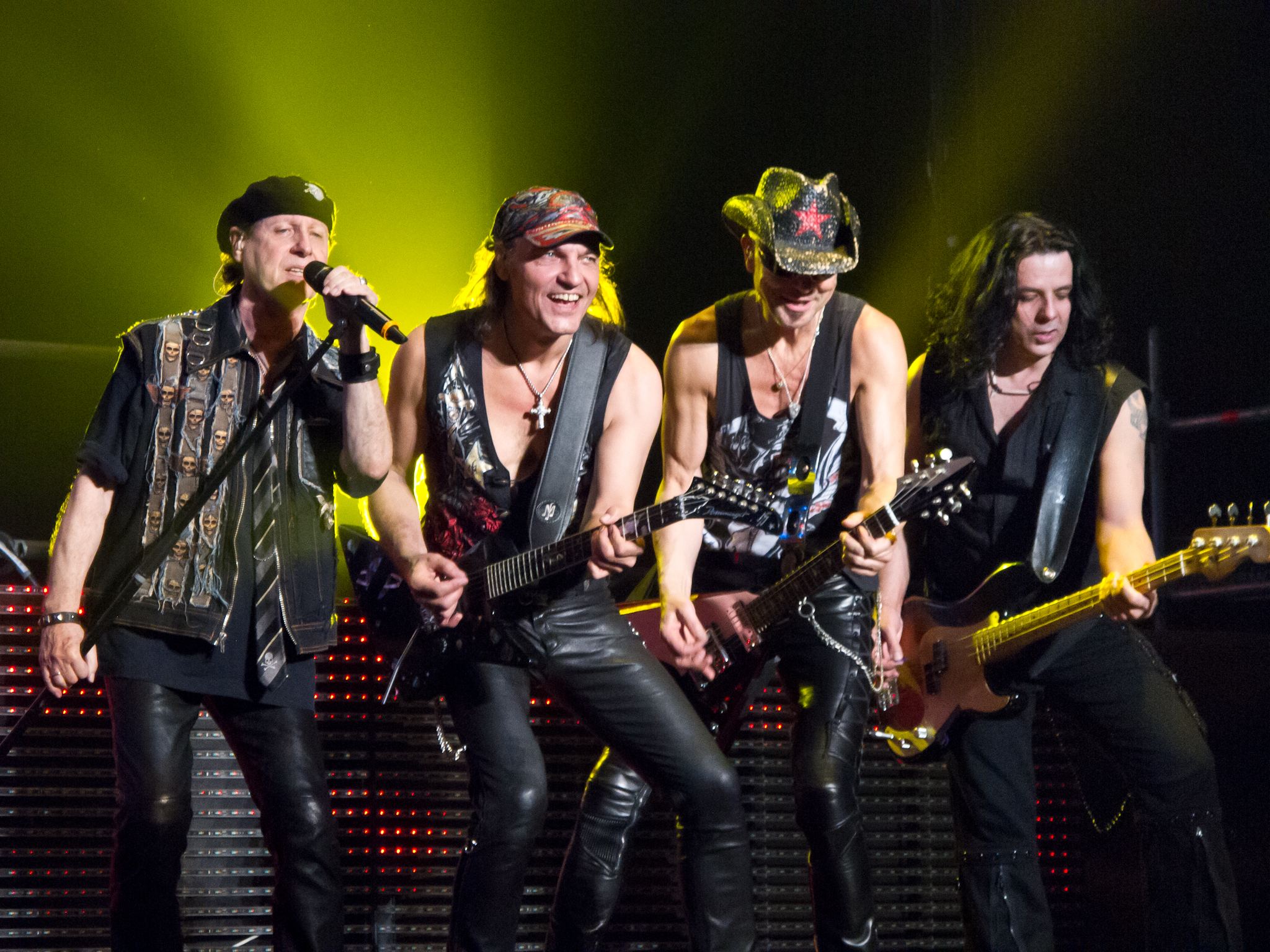
Meine, Jabs, R. Schenker und Mąciwoda (2014)

Dies ist eine Übersicht über die Auszeichnungen für Musikverkäufe der deutschen Hard-Rock-Band Scorpions. Die Auszeichnungen finden sich nach ihrer Art (Gold, Platin usw.), nach Staaten getrennt in alphabetischer Reihenfolge, geordnet sowie nach den Tonträgern selbst in chronologischer Reihenfolge, getrennt nach Medium (Alben, Singles usw.), wieder.

## Auszeichnungen
| - Vereinigtes Königreich - 1991: für das Album Crazy World - Australien - 1991: für die Single Wind of Change - Belgien - 2006: für das Album Best - Brasilien - 2003: für das Album Acoustica - 2024: für die Single Wind of Change - Deutschland - 1984: für das Album Lovedrive - 1985: für das Album Love at First Sting - 1986: für das Album World Wide Live - 1988: für das Album Savage Amusement - 1991: für das Album Best of Rockers ’n’ Ballads - 1992: für das Album Still Loving You - 1996: für das Album Pure Instinct - 2000: für das Album Moment of Glory - 2014: für das Album MTV Unplugged – in Athens - 2016: für das Videoalbum MTV Unplugged – in Athens - 2023: für das Album Acoustica - 2025: für die Single Rock You Like a Hurricane - Europa - 1993: für das Album Face the Heat - Finnland - 1988: für das Album Savage Amusement - 1991: für das Album Best of Rockers ‘n’ Ballads - 1991: für das Album Crazy World - 1996: für das Album Pure Instinct - 2001: für das Album Best - Frankreich - 1981: für das Album Lovedrive (Harvest) - 1981: für das Album Tokyo Tapes - 1982: für das Album Blackout - 1985: für das Album Love at First Sting - 1986: für das Album World Wide Live - 1988: für das Album Savage Amusement - 1993: für das Album Face the Heat - 1993: für das Album Lovedrive (Mercury) - 1994: für das Album Hot & Slow: The Best of the Ballads - 1996: für das Album Pure Instinct - 1997: für das Album Still Loving You - 2010: für das Videoalbum Amazônia – Live in the Jungle - 2015: für das Album Comeblack - 2015: für das Album Return to Forever - Griechenland - 2002: für das Album Best - Italien - 1991: für das Album Crazy World - 1992: für das Album Still Loving You - 2021: für die Single Still Loving You - Japan - 1976: für das Album Virgin Killer - Kanada - 1985: für das Album Animal Magnetism - 1991: für das Album Best of Rockers ‘n’ Ballads - 2004: für das Videoalbum Moment of Glory - Mexiko - 1982: für das Album Blackout - 1999: für das Album Crazy World - Niederlande - 1999: für das Album Crazy World - Norwegen - 1994: für das Album Crazy World - 1994: für das Album Face the Heat - Polen - 2024: für das Album Return to Forever - Portugal - 1996: für das Album Pure Instinct - Russland - 2004: für das Album Unbreakable - 2011: für die Single Wind of Change - Schweden - 1989: für das Album Savage Amusement - Schweiz - 1989: für das Album Savage Amusement - 1990: für das Album Best of Rockers ’n’ Ballads - 1992: für das Album Still Loving You - 1993: für das Album Face the Heat - Singapur - 1996: für das Album Pure Instinct - Spanien - 2024: für die Single Rock You Like a Hurricane - Südkorea - 1996: für das Album Pure Instinct - Vereinigte Staaten - 1986: für das Album Lovedrive - 1986: für das Videoalbum World Wide Live - 1989: für das Videoalbum To Russia with Love and Other Savage Amusements - 1991: für die Single Wind of Change - Vereinigtes Königreich - 2024: für die Single Wind of Change - 2025: für die Single Rock You Like a Hurricane | - Frankreich - 2005: für das Album Best - Argentinien - 2002: für das Videoalbum Acoustica - 2005: für das Videoalbum Unbreakable World Tour 2004 – One Night in Vienna - Brasilien - 2004: für das Videoalbum Acoustica - Dänemark - 2023: für die Single Wind of Change - Deutschland - 1991: für die Single Wind of Change - 2011: für das Album Sting in the Tail - 2023: für das Album Best - Europa - 1992: für das Album Crazy World - 2007: für das Album Best - Finnland - 1994: für das Album Still Loving You - Frankreich - 1984: für die Single Still Loving You - 1991: für die Single Wind of Change - Indonesien - 1996: für das Album Pure Instinct - Italien - 2021: für die Single Wind of Change - Kanada - 1984: für das Album Blackout - 1988: für das Album Savage Amusement - 1988: für das Album World Wide Live - Malaysia - 1992: für das Album Still Loving You - Neuseeland - 2022: für die Single Wind of Change - Portugal - 1992: für das Album Still Loving You - 2003: für das Album Moment of Glory - 2005: für das Album Acoustica - Österreich - 1991: für die Single Wind of Change - 1991: für das Album Crazy World - Russland - 2007: für das Album Humanity – Hour I - 2010: für das Album Sting in the Tail - 2015: für das Album Return to Forever - Spanien - 1986: für das Album World Wide Live - 2002: für das Album Best - 2024: für die Single Wind of Change - 2025: für die Single Still Loving You - Thailand - 1996: für das Album Pure Instinct - Vereinigte Staaten - 1984: für das Album Blackout - 1986: für das Album World Wide Live - 1988: für das Album Savage Amusement - 1991: für das Album Animal Magnetism - 1993: für das Album Best of Rockers ’n’ Ballads | - Deutschland - 1991: für das Album Crazy World - Kanada - 1988: für das Album Love at First Sting - 1991: für das Album Crazy World - Portugal - 2007: für das Videoalbum Acoustica - Thailand - 2001: für das Album Acoustica - Vereinigte Staaten - 1995: für das Album Crazy World - Schweiz - 1991: für das Album Crazy World - Vereinigte Staaten - 1995: für das Album Love at First Sting - Malaysia - 1996: für das Album Pure Instinct |

## Auszeichnungen nach Alben

### Virgin Killer
| Land/Region  | Auszeichnungen für Musikverkäufe (Land/Region, Auszeichnung, Verkäufe) | Verkäufe |
| ------------ | ---------------------------------------------------------------------- | -------- |
| Japan (RIAJ) | Gold                                                                   | 100.000  |
| Insgesamt    | 1× Gold ·                                                              | 100.000  |

### Tokyo Tapes
| Land/Region       | Auszeichnungen für Musikverkäufe (Land/Region, Auszeichnung, Verkäufe) | Verkäufe |
| ----------------- | ---------------------------------------------------------------------- | -------- |
| Frankreich (SNEP) | Gold                                                                   | 100.000  |
| Insgesamt         | 1× Gold ·                                                              | 100.000  |

### Lovedrive
| Land/Region               | Auszeichnungen für Musikverkäufe (Land/Region, Auszeichnung, Verkäufe) | Verkäufe |
| ------------------------- | ---------------------------------------------------------------------- | -------- |
| Deutschland (BVMI)        | Gold                                                                   | 250.000  |
| Frankreich (SNEP)         | Gold (Harvest) · + Gold (Mercury)                                      | 200.000  |
| Vereinigte Staaten (RIAA) | Gold                                                                   | 500.000  |
| Insgesamt                 | 4× Gold ·                                                              | 950.000  |

### Animal Magnetism
| Land/Region               | Auszeichnungen für Musikverkäufe (Land/Region, Auszeichnung, Verkäufe) | Verkäufe  |
| ------------------------- | ---------------------------------------------------------------------- | --------- |
| Kanada (MC)               | Gold                                                                   | 50.000    |
| Vereinigte Staaten (RIAA) | Platin                                                                 | 1.000.000 |
| Insgesamt                 | 1× Gold · 1× Platin ·                                                  | 1.050.000 |

### Blackout
| Land/Region               | Auszeichnungen für Musikverkäufe (Land/Region, Auszeichnung, Verkäufe) | Verkäufe  |
| ------------------------- | ---------------------------------------------------------------------- | --------- |
| Frankreich (SNEP)         | Gold                                                                   | 100.000   |
| Kanada (MC)               | Platin                                                                 | 100.000   |
| Mexiko (AMPROFON)         | Gold                                                                   | 100.000   |
| Vereinigte Staaten (RIAA) | Platin                                                                 | 1.000.000 |
| Insgesamt                 | 2× Gold · 2× Platin ·                                                  | 1.300.000 |

### Love at First Sting
| Land/Region               | Auszeichnungen für Musikverkäufe (Land/Region, Auszeichnung, Verkäufe) | Verkäufe  |
| ------------------------- | ---------------------------------------------------------------------- | --------- |
| Deutschland (BVMI)        | Gold                                                                   | 250.000   |
| Frankreich (SNEP)         | Gold                                                                   | 1000.000  |
| Kanada (MC)               | 2× Platin                                                              | 200.000   |
| Vereinigte Staaten (RIAA) | 3× Platin                                                              | 3.000.000 |
| Insgesamt                 | 2× Gold · 5× Platin ·                                                  | 3.550.000 |

### World Wide Live
| Land/Region               | Auszeichnungen für Musikverkäufe (Land/Region, Auszeichnung, Verkäufe) | Verkäufe  |
| ------------------------- | ---------------------------------------------------------------------- | --------- |
| Deutschland (BVMI)        | Gold                                                                   | 250.000   |
| Frankreich (SNEP)         | Gold                                                                   | 100.000   |
| Kanada (MC)               | Platin                                                                 | 100.000   |
| Spanien (Promusicae)      | Platin                                                                 | 100.000   |
| Vereinigte Staaten (RIAA) | Platin                                                                 | 1.000.000 |
| Insgesamt                 | 2× Gold · 3× Platin ·                                                  | 1.550.000 |

### Savage Amusement
| Land/Region               | Auszeichnungen für Musikverkäufe (Land/Region, Auszeichnung, Verkäufe) | Verkäufe  |
| ------------------------- | ---------------------------------------------------------------------- | --------- |
| Deutschland (BVMI)        | Gold                                                                   | 250.000   |
| Finnland (IFPI)           | Gold                                                                   | 34.906    |
| Frankreich (SNEP)         | Gold                                                                   | 100.000   |
| Kanada (MC)               | Platin                                                                 | 100.000   |
| Schweden (IFPI)           | Gold                                                                   | 50.000    |
| Schweiz (IFPI)            | Gold                                                                   | 25.000    |
| Vereinigte Staaten (RIAA) | Platin                                                                 | 1.000.000 |
| Insgesamt                 | 5× Gold · 2× Platin ·                                                  | 1.559.906 |

### Best of Rockers ’n’ Ballads
| Land/Region               | Auszeichnungen für Musikverkäufe (Land/Region, Auszeichnung, Verkäufe) | Verkäufe  |
| ------------------------- | ---------------------------------------------------------------------- | --------- |
| Deutschland (BVMI)        | Gold                                                                   | 250.000   |
| Finnland (IFPI)           | Gold                                                                   | 25.000    |
| Kanada (MC)               | Gold                                                                   | 50.000    |
| Schweiz (IFPI)            | Gold                                                                   | 25.000    |
| Vereinigte Staaten (RIAA) | Platin                                                                 | 1.000.000 |
| Insgesamt                 | 4× Gold · 1× Platin ·                                                  | 1.350.000 |

### Crazy World
| Land/Region                  | Auszeichnungen für Musikverkäufe (Land/Region, Auszeichnung, Verkäufe) | Verkäufe    |
| ---------------------------- | ---------------------------------------------------------------------- | ----------- |
| Deutschland (BVMI)           | 2× Platin                                                              | 1.000.000   |
| Europa (IFPI)                | Platin                                                                 | (1.000.000) |
| Finnland (IFPI)              | Gold                                                                   | 40.716      |
| Italien (FIMI)               | Gold                                                                   | 100.000     |
| Kanada (MC)                  | 2× Platin                                                              | 200.000     |
| Mexiko (AMPROFON)            | Gold                                                                   | 100.000     |
| Niederlande (NVPI)           | Gold                                                                   | 50.000      |
| Norwegen (IFPI)              | Gold                                                                   | 25.000      |
| Österreich (IFPI)            | Platin                                                                 | 50.000      |
| Schweiz (IFPI)               | 3× Platin                                                              | 150.000     |
| Vereinigte Staaten (RIAA)    | 2× Platin                                                              | 2.000.000   |
| Vereinigtes Königreich (BPI) | Silber                                                                 | 60.000      |
| Insgesamt                    | 1× Silber · 5× Gold · 11× Platin ·                                     | 3.775.716   |

### Hot & Slow: The Best of the Ballads
| Land/Region       | Auszeichnungen für Musikverkäufe (Land/Region, Auszeichnung, Verkäufe) | Verkäufe |
| ----------------- | ---------------------------------------------------------------------- | -------- |
| Frankreich (SNEP) | Gold                                                                   | 100.000  |
| Insgesamt         | 1× Gold ·                                                              | 100.000  |

### Still Loving You
| Land/Region        | Auszeichnungen für Musikverkäufe (Land/Region, Auszeichnung, Verkäufe) | Verkäufe |
| ------------------ | ---------------------------------------------------------------------- | -------- |
| Deutschland (BVMI) | Gold                                                                   | 250.000  |
| Finnland (IFPI)    | Platin                                                                 | 57.042   |
| Frankreich (SNEP)  | Gold                                                                   | 100.000  |
| Italien (FIMI)     | Gold                                                                   | 100.000  |
| Malaysia (RIM)     | Platin                                                                 | 75.000   |
| Portugal (AFP)     | Platin                                                                 | 40.000   |
| Schweiz (IFPI)     | Gold                                                                   | 25.000   |
| Insgesamt          | 4× Gold · 3× Platin ·                                                  | 647.042  |

### Face the Heat
| Land/Region               | Auszeichnungen für Musikverkäufe (Land/Region, Auszeichnung, Verkäufe) | Verkäufe  |
| ------------------------- | ---------------------------------------------------------------------- | --------- |
| Deutschland (BVMI)        | —                                                                      | 350.000   |
| Europa (IFPI)             | Gold                                                                   | (500.000) |
| Frankreich (SNEP)         | Gold                                                                   | 100.000   |
| Norwegen (IFPI)           | Gold                                                                   | 25.000    |
| Schweiz (IFPI)            | Gold                                                                   | 25.000    |
| Vereinigte Staaten (RIAA) | —                                                                      | 450.000   |
| Insgesamt                 | 4× Gold ·                                                              | 950.000   |

### Pure Instinct
| Land/Region        | Auszeichnungen für Musikverkäufe (Land/Region, Auszeichnung, Verkäufe) | Verkäufe |
| ------------------ | ---------------------------------------------------------------------- | -------- |
| Deutschland (BVMI) | Gold                                                                   | 250.000  |
| Finnland (IFPI)    | Gold                                                                   | 29.059   |
| Frankreich (SNEP)  | Gold                                                                   | 100.000  |
| Indonesien (ASIRI) | Platin                                                                 | 50.000   |
| Malaysia (RIM)     | 5× Platin                                                              | 250.000  |
| Portugal (AFP)     | Gold                                                                   | 20.000   |
| Singapur (RIAS)    | Gold                                                                   | 7.500    |
| Südkorea (KMCA)    | Gold                                                                   | 15.000   |
| Thailand (TECA)    | Platin                                                                 | 50.000   |
| Insgesamt          | 6× Gold · 7× Platin ·                                                  | 771.559  |

### Best
| Land/Region          | Auszeichnungen für Musikverkäufe (Land/Region, Auszeichnung, Verkäufe) | Verkäufe  |
| -------------------- | ---------------------------------------------------------------------- | --------- |
| Belgien (BRMA)       | Gold                                                                   | (25.000)  |
| Deutschland (BVMI)   | Platin                                                                 | (500.000) |
| Finnland (IFPI)      | Gold                                                                   | (31.070)  |
| Frankreich (SNEP)    | 2× Gold                                                                | (200.000) |
| Europa (IFPI)        | Platin                                                                 | 1.000.000 |
| Griechenland (IFPI)  | Gold                                                                   | (15.000)  |
| Spanien (Promusicae) | Platin                                                                 | (100.000) |
| Insgesamt            | 5× Gold · 3× Platin ·                                                  | 1.000.000 |

### Moment of Glory
| Land/Region        | Auszeichnungen für Musikverkäufe (Land/Region, Auszeichnung, Verkäufe) | Verkäufe |
| ------------------ | ---------------------------------------------------------------------- | -------- |
| Deutschland (BVMI) | Gold                                                                   | 150.000  |
| Portugal (AFP)     | Platin                                                                 | 40.000   |
| Insgesamt          | 1× Gold · 1× Platin ·                                                  | 190.000  |

### Acoustica
| Land/Region        | Auszeichnungen für Musikverkäufe (Land/Region, Auszeichnung, Verkäufe) | Verkäufe |
| ------------------ | ---------------------------------------------------------------------- | -------- |
| Brasilien (PMB)    | Gold                                                                   | 50.000   |
| Deutschland (BVMI) | Gold                                                                   | 150.000  |
| Portugal (AFP)     | Platin                                                                 | 20.000   |
| Thailand (TECA)    | 2× Platin                                                              | 80.000   |
| Insgesamt          | 2× Gold · 3× Platin ·                                                  | 300.000  |

### Unbreakable
| Land/Region     | Auszeichnungen für Musikverkäufe (Land/Region, Auszeichnung, Verkäufe) | Verkäufe |
| --------------- | ---------------------------------------------------------------------- | -------- |
| Russland (NFPF) | Gold                                                                   | 10.000   |
| Insgesamt       | 1× Gold ·                                                              | 10.000   |

### Humanity – Hour I
| Land/Region               | Auszeichnungen für Musikverkäufe (Land/Region, Auszeichnung, Verkäufe) | Verkäufe |
| ------------------------- | ---------------------------------------------------------------------- | -------- |
| Russland (NFPF)           | Platin                                                                 | 20.000   |
| Vereinigte Staaten (RIAA) | —                                                                      | 10.500   |
| Insgesamt                 | 1× Platin ·                                                            | 30.500   |

### Sting in the Tail
| Land/Region               | Auszeichnungen für Musikverkäufe (Land/Region, Auszeichnung, Verkäufe) | Verkäufe |
| ------------------------- | ---------------------------------------------------------------------- | -------- |
| Deutschland (BVMI)        | Platin                                                                 | 200.000  |
| Russland (NFPF)           | Platin                                                                 | 20.000   |
| Vereinigte Staaten (RIAA) | —                                                                      | 18.500   |
| Insgesamt                 | 2× Platin ·                                                            | 238.500  |

### Comeblack
| Land/Region       | Auszeichnungen für Musikverkäufe (Land/Region, Auszeichnung, Verkäufe) | Verkäufe |
| ----------------- | ---------------------------------------------------------------------- | -------- |
| Frankreich (SNEP) | Gold                                                                   | 50.000   |
| Insgesamt         | 1× Gold ·                                                              | 50.000   |

### MTV Unplugged – in Athens
| Land/Region        | Auszeichnungen für Musikverkäufe (Land/Region, Auszeichnung, Verkäufe) | Verkäufe |
| ------------------ | ---------------------------------------------------------------------- | -------- |
| Deutschland (BVMI) | Gold                                                                   | 100.000  |
| Insgesamt          | 1× Gold ·                                                              | 100.000  |

### Return to Forever
| Land/Region       | Auszeichnungen für Musikverkäufe (Land/Region, Auszeichnung, Verkäufe) | Verkäufe |
| ----------------- | ---------------------------------------------------------------------- | -------- |
| Frankreich (SNEP) | Gold                                                                   | 50.000   |
| Polen (ZPAV)      | Gold                                                                   | 10.000   |
| Russland (NFPF)   | Platin                                                                 | 10.000   |
| Insgesamt         | 2× Gold · 1× Platin ·                                                  | 70.000   |

## Auszeichnungen nach Singles

### Rock You Like a Hurricane
| Land/Region                  | Auszeichnungen für Musikverkäufe (Land/Region, Auszeichnung, Verkäufe) | Verkäufe |
| ---------------------------- | ---------------------------------------------------------------------- | -------- |
| Deutschland (BVMI)           | Gold                                                                   | 300.000  |
| Spanien (Promusicae)         | Gold                                                                   | 30.000   |
| Vereinigtes Königreich (BPI) | Gold                                                                   | 400.000  |
| Insgesamt                    | 3× Gold ·                                                              | 730.000  |

### Still Loving You
| Land/Region          | Auszeichnungen für Musikverkäufe (Land/Region, Auszeichnung, Verkäufe) | Verkäufe  |
| -------------------- | ---------------------------------------------------------------------- | --------- |
| Frankreich (SNEP)    | Platin                                                                 | 1.000.000 |
| Italien (FIMI)       | Gold                                                                   | 35.000    |
| Spanien (Promusicae) | Platin                                                                 | 60.000    |
| Insgesamt            | 1× Gold · 2× Platin ·                                                  | 1.095.000 |

### Wind of Change
| Land/Region                  | Auszeichnungen für Musikverkäufe (Land/Region, Auszeichnung, Verkäufe) | Verkäufe  |
| ---------------------------- | ---------------------------------------------------------------------- | --------- |
| Australien (ARIA)            | Gold                                                                   | 35.000    |
| Brasilien (PMB)              | Gold                                                                   | 30.000    |
| Dänemark (IFPI)              | Platin                                                                 | 90.000    |
| Deutschland (BVMI)           | Platin                                                                 | 500.000   |
| Frankreich (SNEP)            | Platin                                                                 | 500.000   |
| Italien (FIMI)               | Platin                                                                 | 70.000    |
| Neuseeland (RMNZ)            | Platin                                                                 | 30.000    |
| Österreich (IFPI)            | Platin                                                                 | 50.000    |
| Russland (NFPF)              | Gold                                                                   | 100.000   |
| Spanien (Promusicae)         | Platin                                                                 | 60.000    |
| Vereinigte Staaten (RIAA)    | Gold                                                                   | 500.000   |
| Vereinigtes Königreich (BPI) | Gold                                                                   | 400.000   |
| Insgesamt                    | 5× Gold · 7× Platin ·                                                  | 2.365.000 |

## Auszeichnungen nach Videoalben

### World Wide Live
| Land/Region               | Auszeichnungen für Musikverkäufe (Land/Region, Auszeichnung, Verkäufe) | Verkäufe |
| ------------------------- | ---------------------------------------------------------------------- | -------- |
| Vereinigte Staaten (RIAA) | Gold                                                                   | 50.000   |
| Insgesamt                 | 1× Gold ·                                                              | 50.000   |

### To Russia with Love and Other Savage Amusements
| Land/Region               | Auszeichnungen für Musikverkäufe (Land/Region, Auszeichnung, Verkäufe) | Verkäufe |
| ------------------------- | ---------------------------------------------------------------------- | -------- |
| Vereinigte Staaten (RIAA) | Gold                                                                   | 50.000   |
| Insgesamt                 | 1× Gold ·                                                              | 50.000   |

### Moment of Glory
| Land/Region | Auszeichnungen für Musikverkäufe (Land/Region, Auszeichnung, Verkäufe) | Verkäufe |
| ----------- | ---------------------------------------------------------------------- | -------- |
| Kanada (MC) | Gold                                                                   | 5.000    |
| Insgesamt   | 1× Gold ·                                                              | 5.000    |

### Acoustica
| Land/Region         | Auszeichnungen für Musikverkäufe (Land/Region, Auszeichnung, Verkäufe) | Verkäufe |
| ------------------- | ---------------------------------------------------------------------- | -------- |
| Argentinien (CAPIF) | Platin                                                                 | 8.000    |
| Brasilien (PMB)     | Platin                                                                 | 50.000   |
| Frankreich (SNEP)   | —                                                                      | 1.200    |
| Portugal (AFP)      | 2× Platin                                                              | 16.000   |
| Insgesamt           | 4× Platin ·                                                            | 75.200   |

### Unbreakable World Tour 2004 – One Night in Vienna
| Land/Region         | Auszeichnungen für Musikverkäufe (Land/Region, Auszeichnung, Verkäufe) | Verkäufe |
| ------------------- | ---------------------------------------------------------------------- | -------- |
| Argentinien (CAPIF) | Platin                                                                 | 8.000    |
| Insgesamt           | 1× Platin ·                                                            | 8.000    |

### Amazônia – Live in the Jungle
| Land/Region       | Auszeichnungen für Musikverkäufe (Land/Region, Auszeichnung, Verkäufe) | Verkäufe |
| ----------------- | ---------------------------------------------------------------------- | -------- |
| Frankreich (SNEP) | Gold                                                                   | 7.500    |
| Insgesamt         | 1× Gold ·                                                              | 7.500    |

### MTV Unplugged – in Athens
| Land/Region        | Auszeichnungen für Musikverkäufe (Land/Region, Auszeichnung, Verkäufe) | Verkäufe |
| ------------------ | ---------------------------------------------------------------------- | -------- |
| Deutschland (BVMI) | Gold                                                                   | 25.000   |
| Frankreich (SNEP)  | —                                                                      | 5.600    |
| Insgesamt          | 1× Gold ·                                                              | 30.600   |

## Statistik und Quellen
| Land/RegionAuszeichnungen für Musikverkäufe (Land/Region, Auszeichnungen, Verkäufe, Quellen) | Silber  | Gold       | Platin       | Verkäufe    | Quellen                 |
| -------------------------------------------------------------------------------------------- | ------- | ---------- | ------------ | ----------- | ----------------------- |
| Argentinien (CAPIF)                                                                          | —       | —          | 2× Platin2   | 16.000      | capif.org.ar            |
| Australien (ARIA)                                                                            | —       | Gold1      | —            | 35.000      | aria.com.au             |
| Belgien (BRMA)                                                                               | —       | Gold1      | —            | 25.000      | ultratop.be             |
| Brasilien (PMB)                                                                              | —       | 2× Gold2   | Platin1      | 130.000     | pro-musicabr.org.br     |
| Dänemark (IFPI)                                                                              | —       | —          | Platin1      | 90.000      | ifpi.dk                 |
| Deutschland (BVMI)                                                                           | —       | 12× Gold12 | 5× Platin5   | 5.025.000   | musikindustrie.de       |
| Europa (IFPI)                                                                                | —       | Gold1      | 2× Platin2   | (2.500.000) | ifpi.org                |
| Finnland (IFPI)                                                                              | —       | 5× Gold5   | Platin1      | 217.793     | ifpi.fi                 |
| Frankreich (SNEP)                                                                            | —       | 16× Gold16 | 2× Platin2   | 2.914.300   | infodisc.fr             |
| Griechenland (IFPI)                                                                          | —       | Gold1      | —            | 15.000      | Einzelnachweise         |
| Indonesien (ASIRI)                                                                           | —       | —          | Platin1      | 50.000      | Einzelnachweise         |
| Italien (FIMI)                                                                               | —       | 3× Gold3   | Platin1      | 305.000     | fimi.it                 |
| Japan (RIAJ)                                                                                 | —       | Gold1      | —            | 100.000     | Einzelnachweise         |
| Kanada (MC)                                                                                  | —       | 3× Gold3   | 7× Platin7   | 805.000     | musiccanada.com         |
| Malaysia (RIM)                                                                               | —       | —          | 6× Platin6   | 325.000     | Einzelnachweise         |
| Mexiko (AMPROFON)                                                                            | —       | 2× Gold2   | —            | 200.000     | amprofon.com.mx         |
| Neuseeland (RMNZ)                                                                            | —       | —          | Platin1      | 30.000      | radioscope.co.nz        |
| Niederlande (NVPI)                                                                           | —       | Gold1      | —            | 50.000      | nvpi.nl                 |
| Norwegen (IFPI)                                                                              | —       | 2× Gold2   | —            | 50.000      | ifpi.no                 |
| Österreich (IFPI)                                                                            | —       | —          | 2× Platin2   | 100.000     | ifpi.at                 |
| Polen (ZPAV)                                                                                 | —       | Gold1      | —            | 10.000      | olis.pl                 |
| Portugal (AFP)                                                                               | —       | Gold1      | 5× Platin5   | 136.000     | Einzelnachweise         |
| Russland (NFPF)                                                                              | —       | 2× Gold2   | 3× Platin3   | 160.000     | 2m-online.ru            |
| Schweden (IFPI)                                                                              | —       | Gold1      | —            | 50.000      | sverigetopplistan.se    |
| Schweiz (IFPI)                                                                               | —       | 4× Gold4   | 3× Platin3   | 250.000     | hitparade.ch            |
| Singapur (RIAS)                                                                              | —       | Gold1      | —            | 7.500       | Einzelnachweise         |
| Spanien (Promusicae)                                                                         | —       | Gold1      | 4× Platin4   | 350.000     | elportaldemusica.es ES2 |
| Südkorea (KMCA)                                                                              | —       | Gold1      | —            | 15.000      | Einzelnachweise         |
| Thailand (TECA)                                                                              | —       | —          | 3× Platin3   | 130.000     | Einzelnachweise         |
| Vereinigte Staaten (RIAA)                                                                    | —       | 4× Gold4   | 10× Platin10 | 11.579.000  | riaa.com                |
| Vereinigtes Königreich (BPI)                                                                 | Silber1 | 2× Gold2   | —            | 860.000     | bpi.co.uk               |
| Insgesamt                                                                                    | Silber1 | 69× Gold69 | 60× Platin60 |             |                         |